# Gerstenfilz
Das Naturschutzgebiet Gerstenfilz liegt auf dem Gebiet der Gemeinde Wildsteig im Landkreis Weilheim-Schongau in Oberbayern.
Das 10,9 ha große Gebiet mit der Nr. NSG-00061.01, das im Jahr 1952 unter Naturschutz gestellt wurde, erstreckt sich südlich des Kernortes Wildsteig zwischen dem 375,4 ha großen Naturschutzgebiet Moore um die Wies im Nordwesten und dem 49,3 ha großen Naturschutzgebiet Wildseefilz im Nordosten. Das Filz wird durch einen Bach zur Illach entwässert.